# オスカ

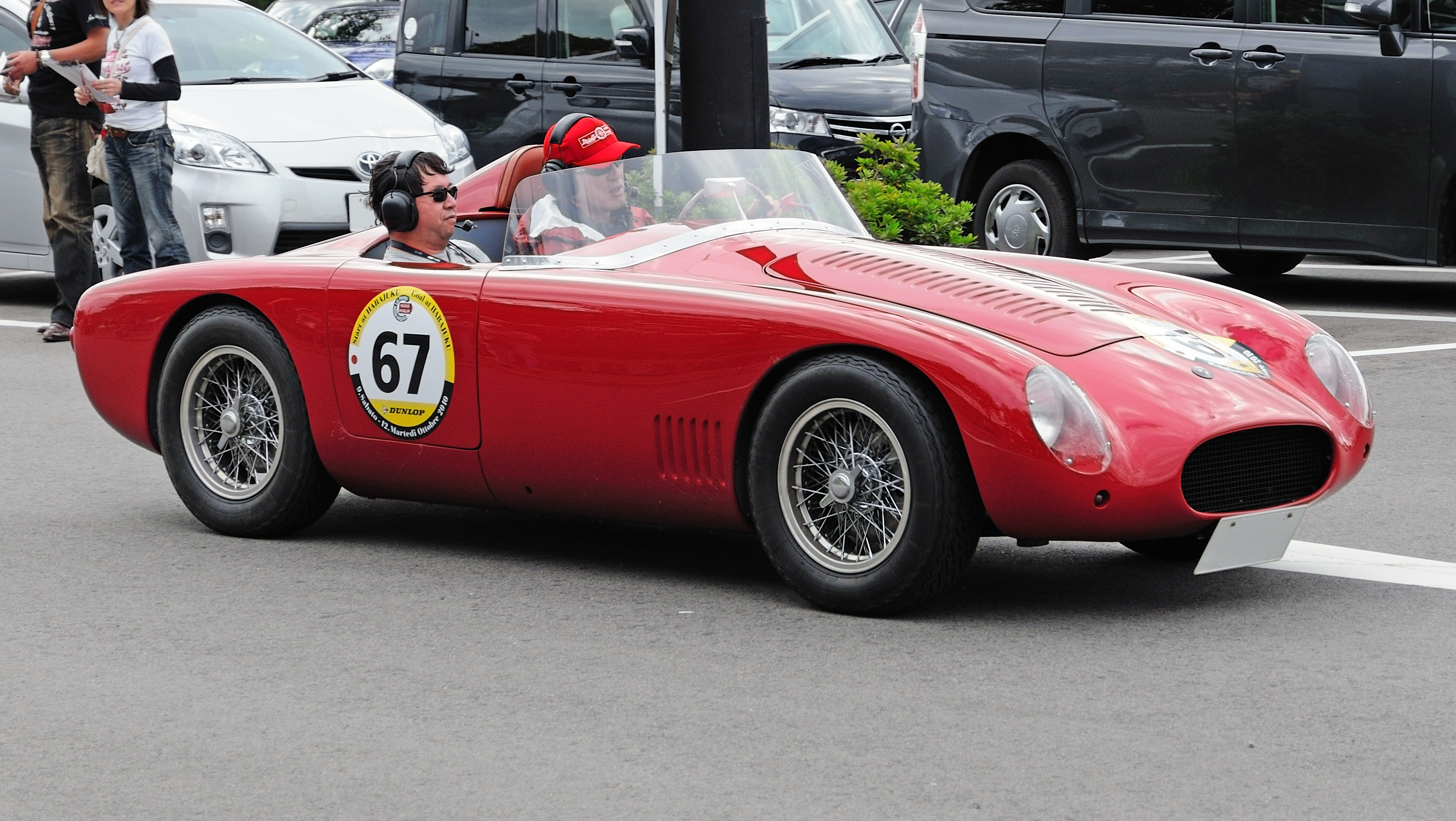
オスカ・MT4(1955年式)

オスカ (O.S.C.A.,Officine Specializzate Costruzione Automobili) は、イタリアのボローニャ県サン・ラッザロ・ディ・サーヴェナに、1947年から1967年まであった小さな自動車製造業者である。

## 歴史
1937年に、エットーレ、エルネスト、ビンドのマセラティ兄弟は彼らの工場 (La Officine Alfieri Maserati) を製鉄所と道具工場を持っていたアドルフォとオメール・オルシに譲った。譲渡の契約から10年後の1947年、マセラティ兄弟は小排気量の競技用自動車を生産する自分達の工場「la OSCA」を設立した。
サン・ラッザロで最初に生産されたモデルは1948年式MT4バルケッタ、1,092cc DOHC 72馬力のエンジンでレースでは1.1リットル級に分類された。
「MT4」はルイージ・ヴィッロレージの操縦で1948年のナポリ・グランプリに勝利し、アーダ・パーチェの指揮により所属する排気量では多くの成功をおさめ制覇したが、その中でもタルガ・フローリオでの勝利は特に評価が高かった。
続く数年は1,392cc（92馬力）、1,453cc（110馬力）、1,491cc（120馬力）1,568cc（140馬力）とエンジンの排気量が拡大していった。
フルア、ミケロッティ、ザガート、ヴィニャーレによる車体の競作により華麗でスポーティーな2シーターのクーペ、ザガートによる1600GTがもたらされた。
DOHC 2リットル165馬力のエンジンを装備する「MT4」を生み出したことによりワールドチャンピオンシップとミッレミリアに参加するという野心をもたらした。この車両はパルマレスでオスカに勝利をもたらした（セブリング12時間レースでのスターリング・モスによる操縦）。
年老いたマセラティ兄弟は1964年末、その活動をMVアグスタに譲った。そして1967年にオスカはその扉を閉じた。

## その他
オスカのエンジンはより広く普及したモデルとして当初1,491ccで後に1,568ccとなった90または100馬力のデチューン仕様があり、フィアット・1500S（1959年 - 1963年）と1600S（1963年 - 1966年）に搭載された。

## 幻の新生O.S.C.A.
1998年、日本人実業家で、ザガートジャパンの代表を務めたこともある藤田尚三によって、名門コーチビルダーのトゥーリングを傘下に収めた、O.S.C.A. TOURINGグループが組織され、O.S.C.A.は活動を再開した事を発表した。
同時に新生O.S.C.A.はニューモデル「ドロモス」の開発を発表、パワーユニットは富士重工（スバル）製の水平対向4気筒2.5リッターエンジンをミドに搭載、187PS／6,000rpmの最高出力と24kg・m／2,800rpmの最大トルクを発生し後輪を駆動。サイズは全長4,090×全幅1,760×全高1,150mm、ホイールベースが2,350mm。デザインは、1960年代にザガートのチーフデザイナーとして活躍したエルコーレ・スパーダが、技術面は元アバルトの技師マリオ・コルッチが、ボディワークはトゥーリングが担当すると発表された。なお時点での発売時期、価格は未定とされた。